# Vaskeresztes
Vaskeresztes (em alemão: Großdorf) é um município da Hungria, situado no condado de Vas. Tem 9,12 km² de área e sua população em 2015 foi estimada em 373 habitantes.